# Руокооя
Ру́окоо́я (фин. Ruoko-oja) — ручей в России, протекает по территории Мийнальского сельского поселения и Лахденпохского городского поселения Лахденпохского района Республики Карелии. Длина ручья — 10 км.

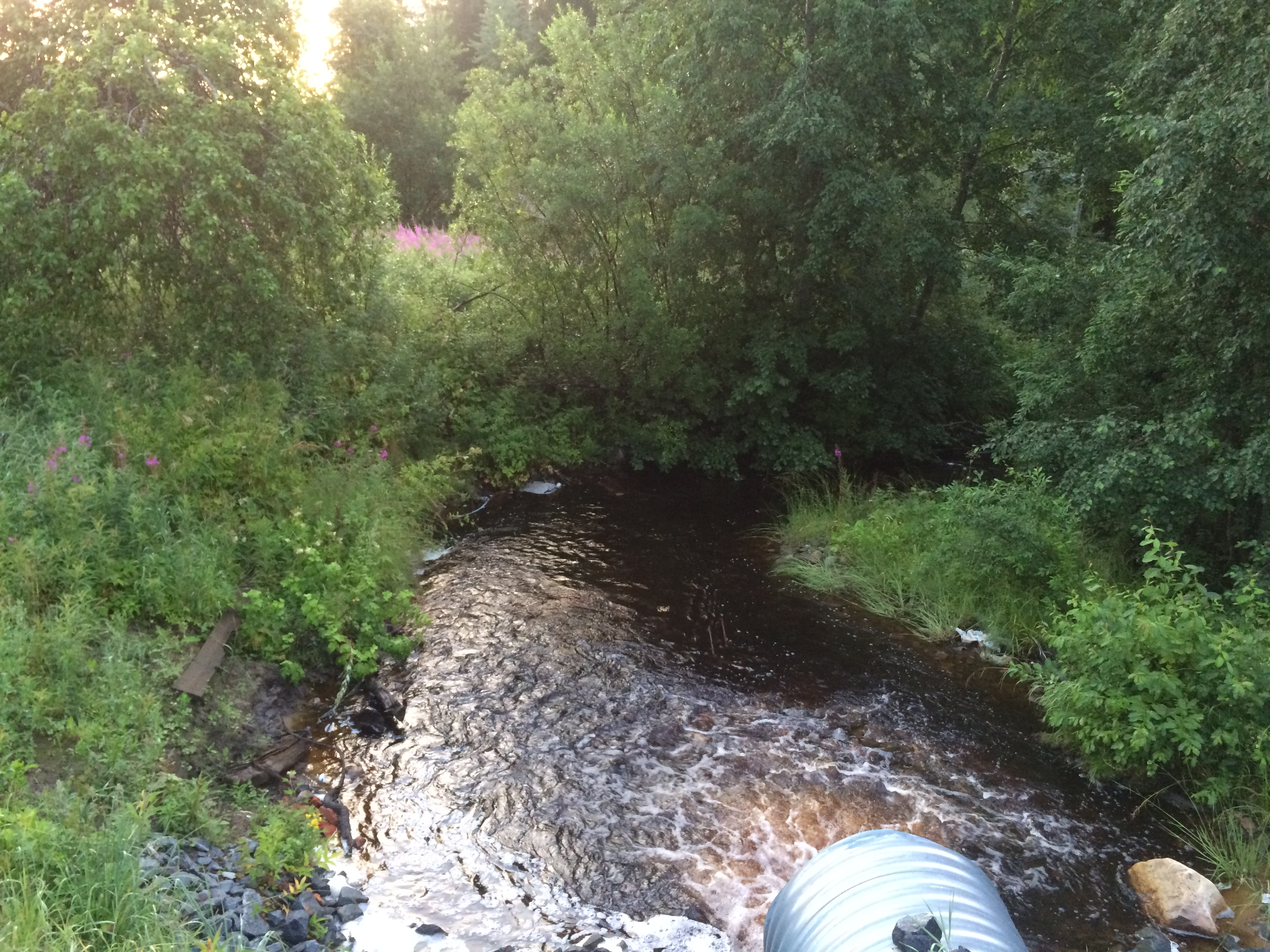
Вид по течению

Ручей берёт начало из ламбины Сяркилампи (фин. Särkilampi) на высоте 93 м над уровнем моря, протекает ламбину Кивилампи (фин. Kivilampi) и далее течёт преимущественно в юго-восточном направлении.
Ручей в общей сложности имеет девять притоков суммарной длиной 21 км.
Впадает в реку Аурайоки на высоте выше 5,1 м над уровнем моря.
Название ручья переводится с финского языка как «тростниковый ручей».
Код объекта в государственном водном реестре — 01040300212202000010754.